# Colmesnil-Manneville

Colmesnil-Manneville este o comună în departamentul Seine-Maritime, Franța. În 1 ianuarie 2022 avea o populație de 107 de locuitori.

## Comune vecine
|                 |           | Offranville |
| Thil-Manneville |           | Sauqueville |
|                 | Auppegard |             |